# Cơ quạ - cánh tay
Cơ quạ - cánh tay (tiếng Anh: coracobrachialis) là cơ nhỏ nhất trong ba cơ gắn vào mỏm quạ của xương vai. (Hai cơ còn lại là cơ ngực bé và đầu ngắn của cơ nhị đầu). Cơ nằm ở phần trên và giữa của cánh tay.

## Cấu trúc
Cơ quạ - cánh tay có nguyên ủy từ đỉnh mỏm quạ, chung nguyên ủy với đầu ngắn của cơ nhị đầu cánh tay và vách gian cơ.
Cơ bám tận vào mặt trong và bờ trong phần thân của xương cánh tay, ở vị trí giữa nguyên ủy của cơ tam đầu cánh tay và cơ cánh tay.

### Thần kinh chi phối
Thần kinh cơ bì có nguyên ủy từ thân trên (C5, C6) & thân giữa (C7) của đám rối thần kinh cánh tay.

## Chức năng
Cơ quạ - cánh tay thực hiện chức năng gấp và khép cánh tay ở khớp ổ chảo - cánh tay (khớp vai). Ngoài ra, cơ quạ - cánh tay giữ cánh tay ở đúng vị trí khi giạng. Do đó, cơ quạ - cánh tay khi co tạo nên hai cử động rõ rệt ở khớp vai: vừa kéo xương cánh tay về phía trước tạo nên động tác gấp cánh tay, lại vừa kéo xương cánh tay vào đường giữa (gần thân mình hơn), tạo nên động tác khép cánh tay. Cơ cũng hỗ trợ làm quay xương cánh tay  vào trong, tạo nên động tác xoay trong. Một chức năng quan trọng khác của cơ quạ - cánh tay là giữ ổn định xương cánh tay ở trong khớp vai.

## Ý nghĩa lâm sàng

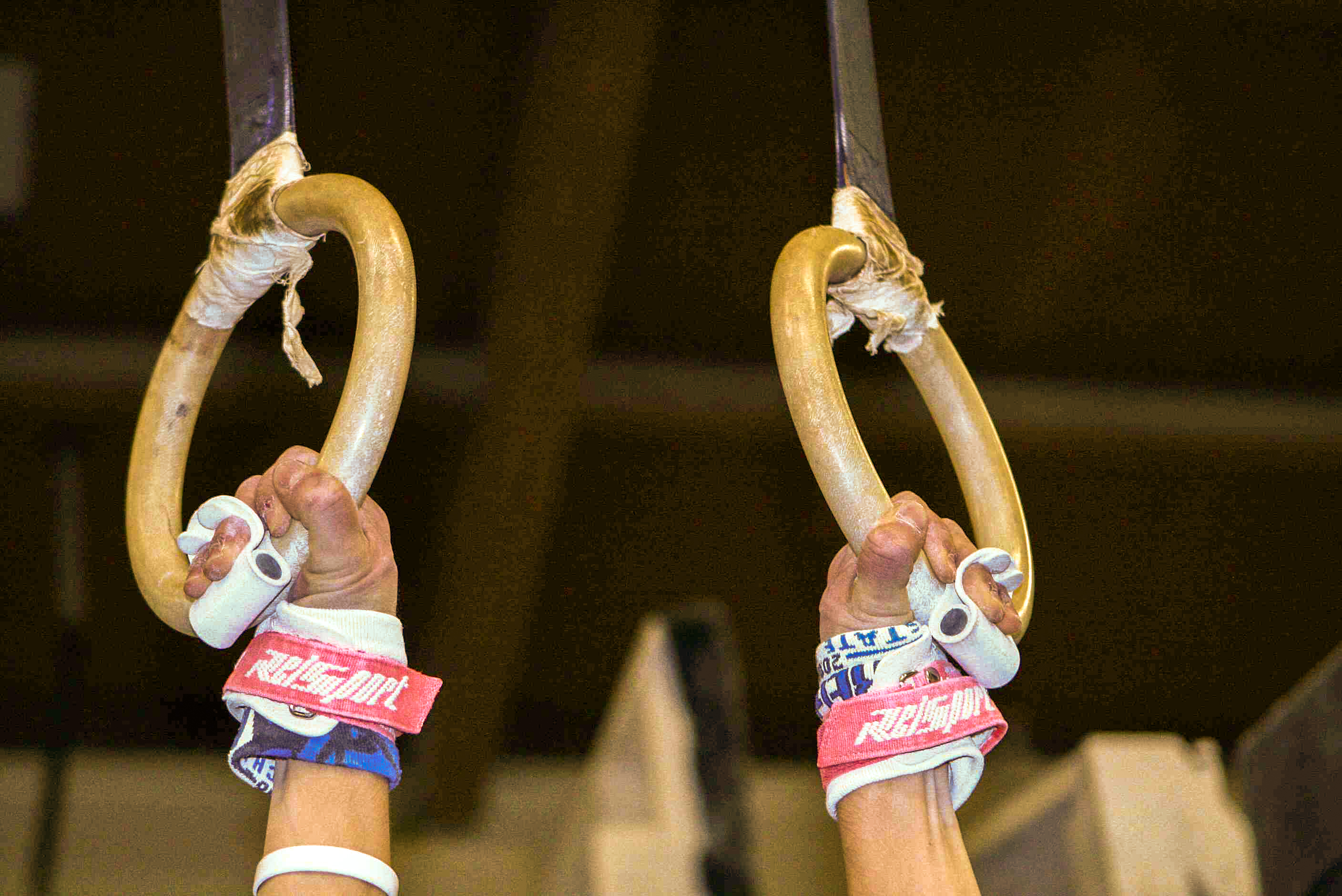
Vận động viên tập vòng xà tay khi ép cánh tay quá chặt về phía thân mình sẽ dẫn đến tổn thương cơ quạ - cánh tay

Việc lạm dụng cơ quạ - cánh tay dẫn đến cứng cơ. Nguyên nhân phổ biến của chấn thương thường là tập luyện ngực hoặc các hoạt động đòi hỏi phải ép cánh tay quá chặt về phía thân mình, ví dụ như tập vòng xà tay trong thể dục dụng cụ. Các triệu chứng gồm đau ở cánh tay và vai, lan xuống mu bàn tay. Trong những trường hợp nghiêm trọng hơn, thần kinh cơ bì có thể bị chèn ép, gây rối loạn cảm giác cho da ở phía quay (phía ngoài) của cẳng tay và làm yếu đông tác gấp khuỷu tay, vì dây thần kinh này cũng chi phối cơ nhị đầu cánh tay và cơ cánh tay. Rất hiếm trường hợp bị rách cơ quạ - cánh tay. Trong y văn có rất ít văn bản xác nhận cơ quạ - cánh tay bị co cứng do tác nhân trực tiếp từ bên ngoài.

## Hình ảnh bổ sung

Vị trí của cơ quạ - cánh tay (màu đỏ).
Nhìn lên trên. Không hiện xương sườn.
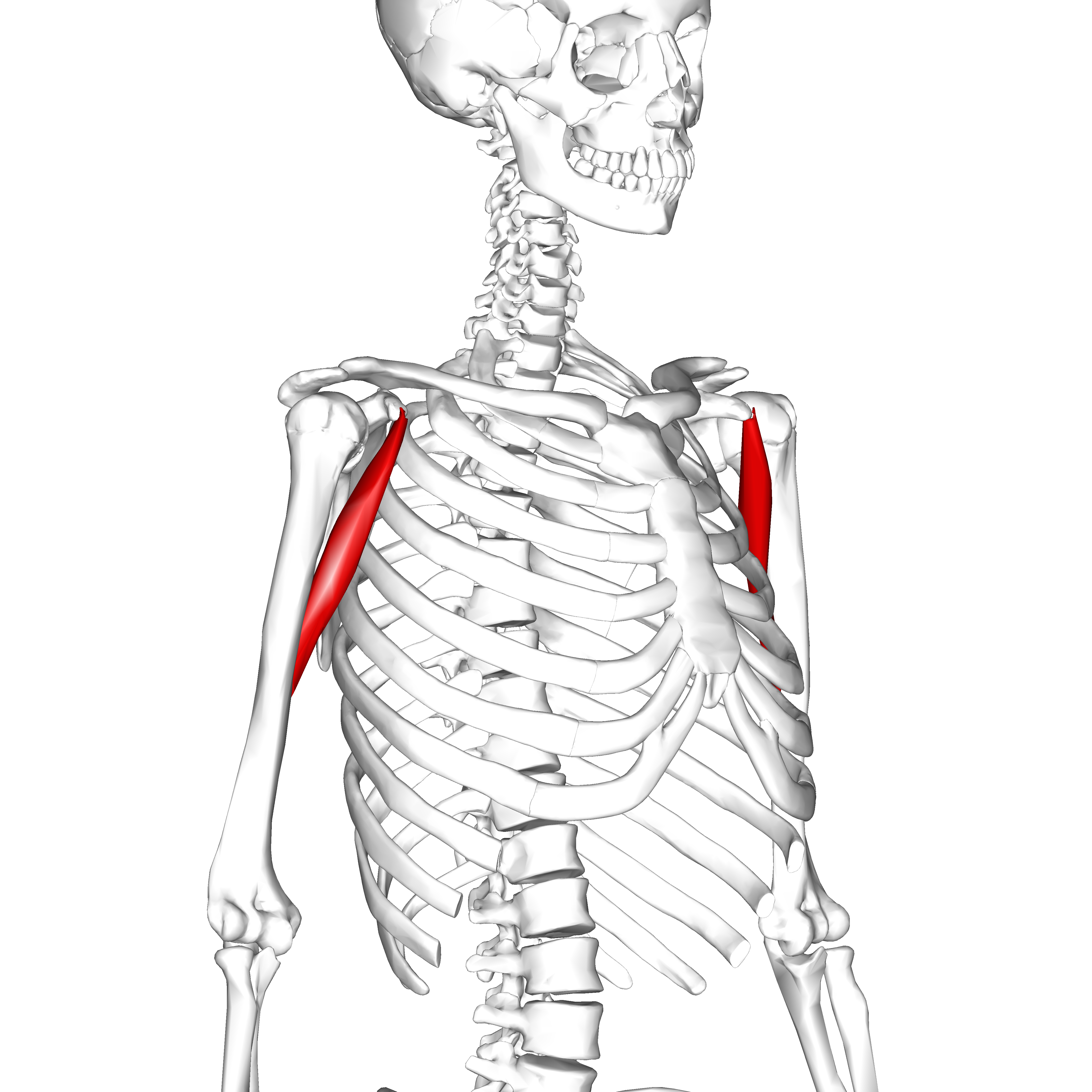
Nhìn từ mặt bên
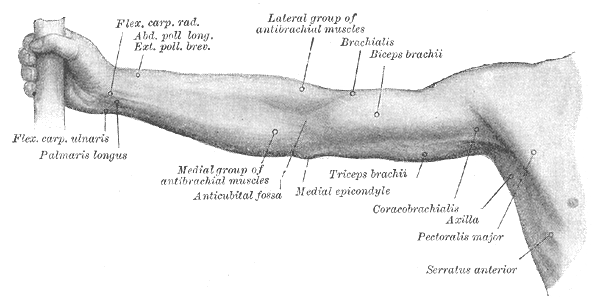
Mặt trước chi trên bên phải. (cơ quạ - cánh tay nằm ở bên phải hình.)
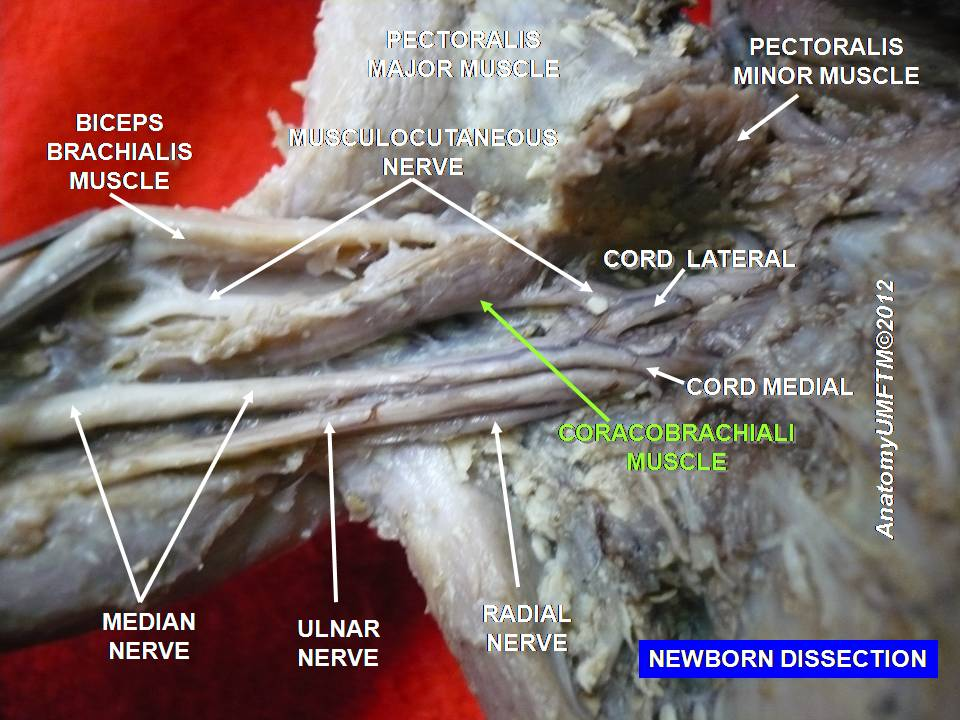
Cơ quạ - cánh tay (chú thích màu xanh lá cây)
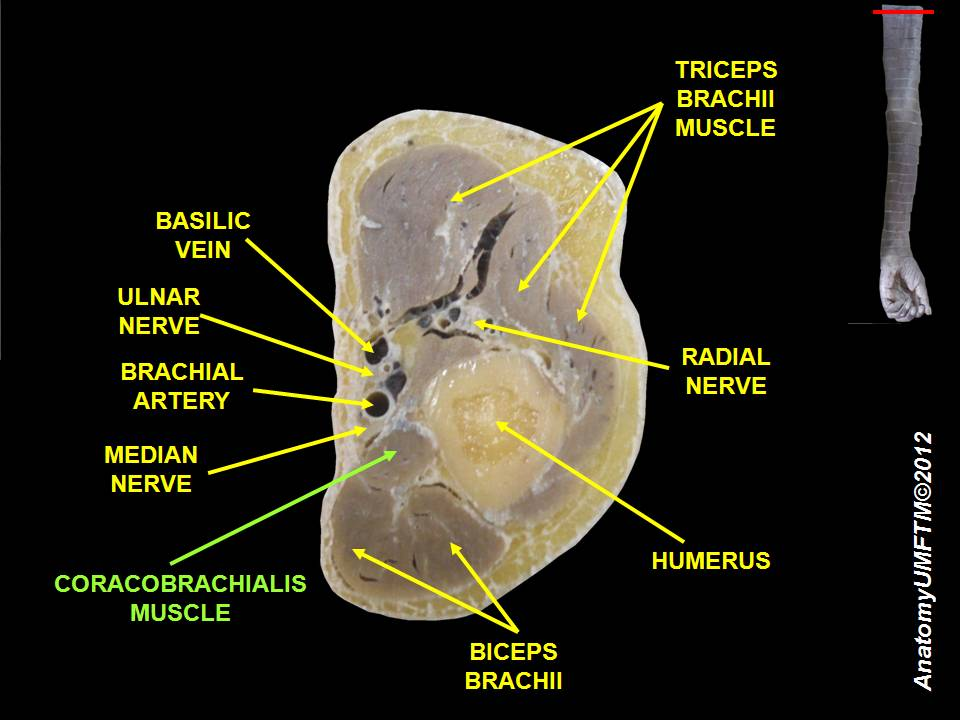
Cơ quạ - cánh tay (chú thích màu xanh lá cây). Thiết đồ cắt ngang cánh tay.
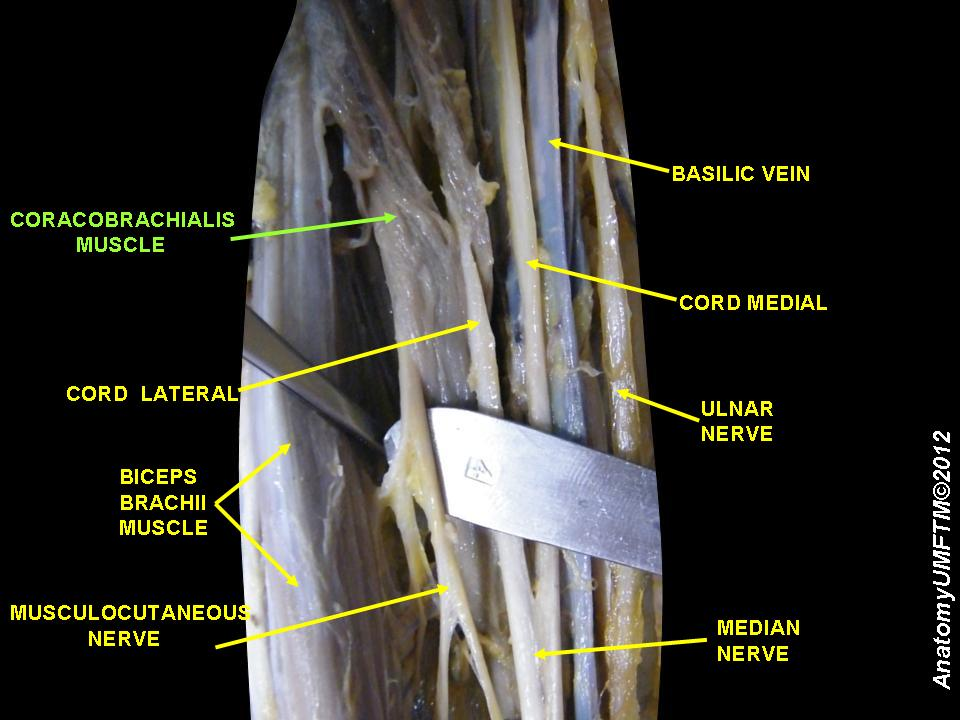
Cơ quạ - cánh tay (chú thích màu xanh lá cây)
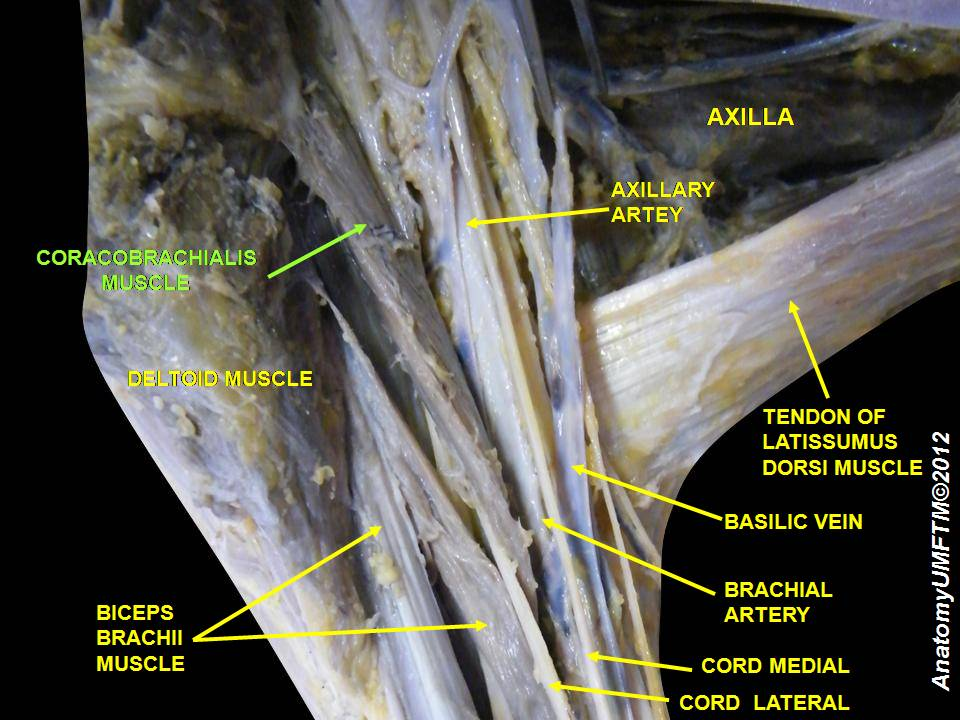
Cơ quạ - cánh tay (chú thích màu xanh lá cây)
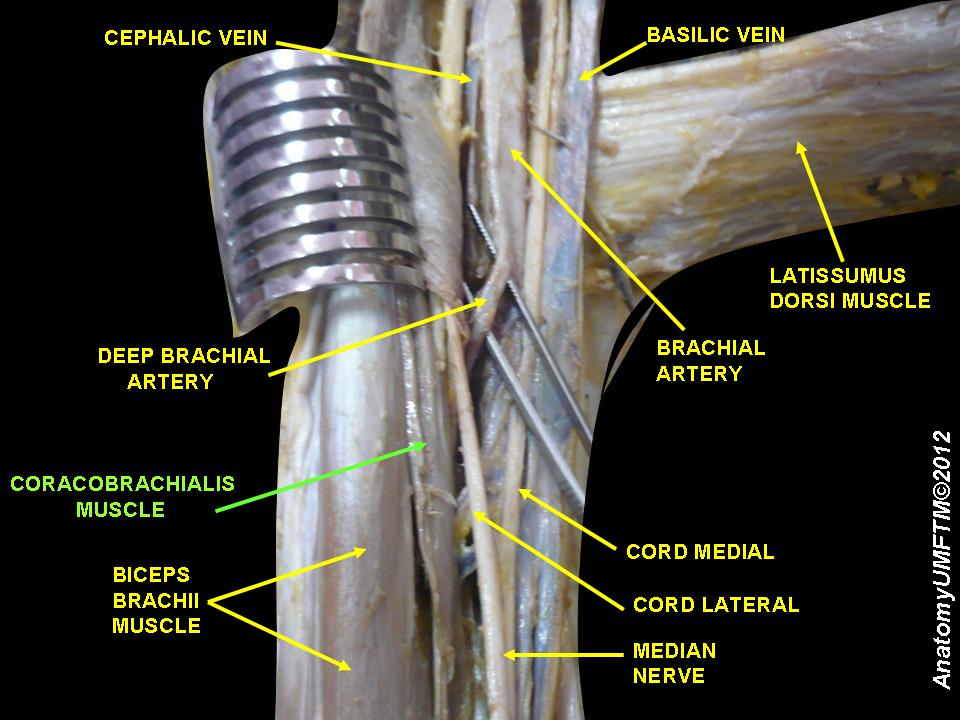
Cơ quạ - cánh tay (chú thích màu xanh lá cây)